# 마넷 패터슨

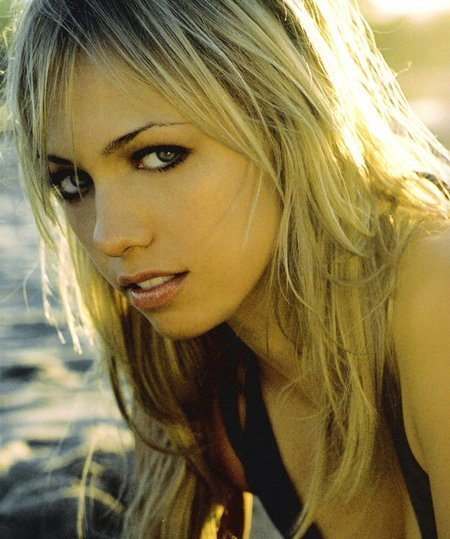

마넷 패터슨(Marnette Patterson, 1980년 4월 26일 ~ )는 미국의 배우이다.
로스앤젤레스에서 태어났다.

## 출연 작품
- 더 소저너 (2019년)
- 아메리칸 스나이퍼 (2014년) - 세라 역
- 와일드 씽 4 (2010년) - 레이철 토머스 역
- 더 비콘 (2009년)
- 스타쉽 트루퍼스 3 (2008년)
- 커쉬 (2007년)
- 리멤버 더 데이즈 (2007년)
- 더 스탠다드 (2006년)
- 스트립, 비치발리볼 (2006년) - 크리스털 역
- 너의 아버지가 누구냐? (2003년)
- 클로버 벤드 (2002년)
- The Stalking of Laurie Show (2000) - 미셸 역